# Kleinlobming
Kleinlobming est une ancienne commune autrichienne du district de Murtal en Styrie.